# Gladde erwtenmossel
De gladde erwtenmossel (Pisidium hibernicum) is een kleine, zoetwater tweekleppigensoort uit de familie van de Sphaeriidae. De wetenschappelijke naam van de soort werd in 1894 voor het eerst geldig gepubliceerd door Carl Agardh Westerlund.

## Beschrijving
De 2,5-3,5 mm grote schelp van de gladde erwtenmossel is erg opgeblazen (convex). De centrale umbo's zijn prominent aanwezig. Het periostracum (oppervlak) is zijdeachtig glanzend en gebeeldhouwd door fijne, regelmatige strepen. In kleur is het grijsachtig tot bruinwit vaak met verspreide roodbruine minerale afzettingen.
Euglesa:
casertana · 
compressa · 
conventus · 
edlaueri · 
globularis · 
henslowana · 
hinzi · 
lilljeborgi · 
maasseni · 
pulchella · 
subtruncata · 
waldeni

Odhneripisidium:
annandalei · 
moitessierianum · 
stewarti · 
tenuilineatum

Musculium:
lacustre · 
†subtile · 
transversum

Pisidium:
amnicum · 
†clessini · 
hibernicum · 
milium · 
nitidum · 
obtusalis · 
obtusale obtusale · 
obtusale lapponicum · 
personatum · 
pseudosphaerium · 
supinum

Sphaerium:
asiaticum · 
corneum · 
†icenicum · 
nitidum · 
nucleus · 
ovale · 
rivicola · 
†rosmalense · 
solidum · 
†subsolidum